# Cántaros (cerámica griega)

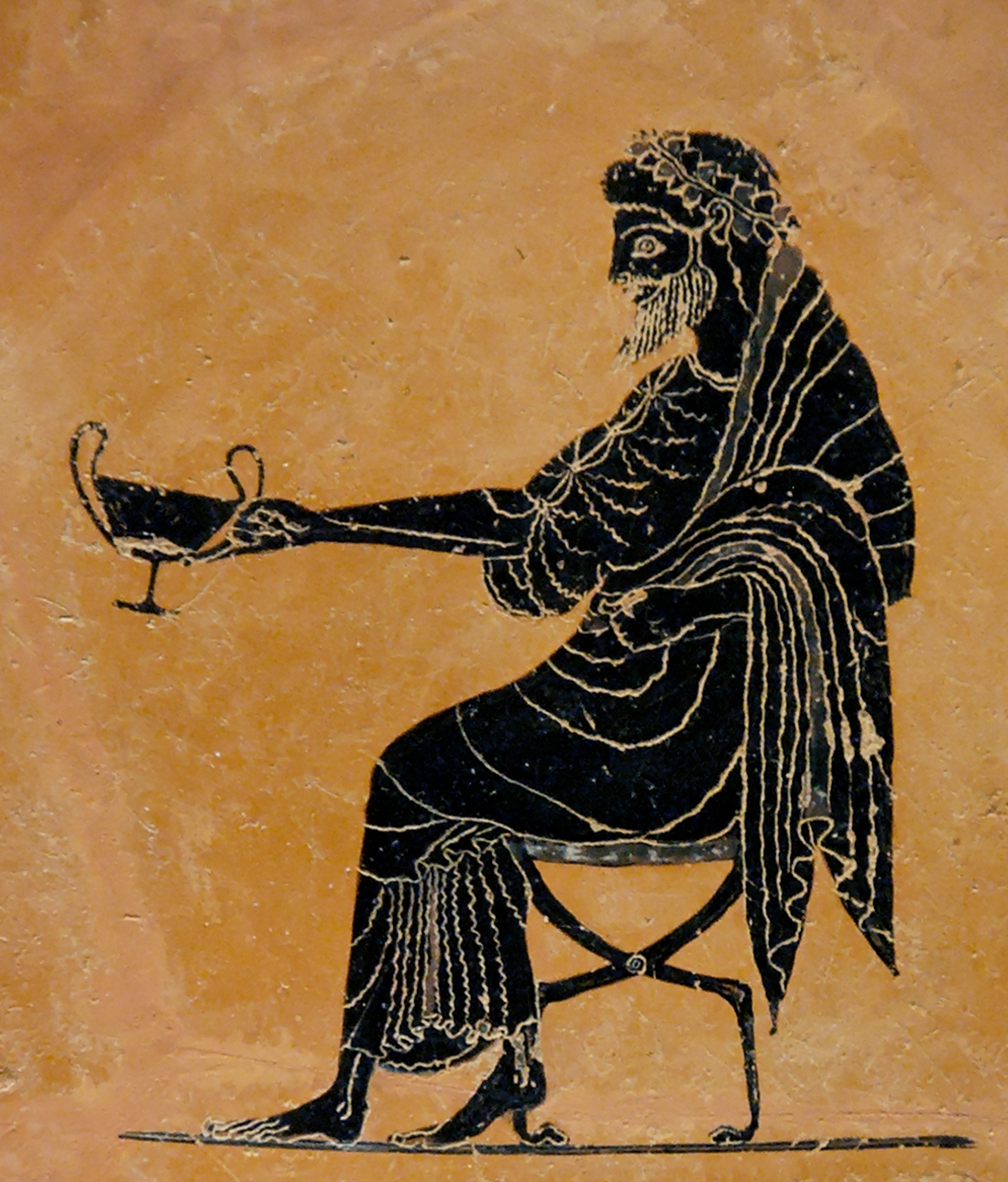
El cántaros asociado a una representación de Dioniso.

Cántaros (en griego antiguo: κάνθαρος en latín: cantharus, ‘escarabajo’) es una vasija que se utilizaba para beber en las civilizaciones griega y etrusca. Morfológicamente es una copa con dos grandes y altas asas verticales a los costados, que levantándose por encima del borde del recipiente caen luego hasta su pie alargado y vertical. Muy desarrollado en la cerámica griega y presente en sus principales periodos, el vaso con el que se identifica no guarda apenas relación con el cántaro tradicional alfarero fabricado con arcillas porosas que permiten mantener fresco el líquido que contiene, agua por lo general, y que en algunos manuales de arqueología y términos de arte se nombra como cánter.

## Tipología e historia
La estilizada forma del cántaros puede ser rastreada hasta el siglo VIII a. C. El cuerpo del recipiente es un vaso profundo, cuya base está separado del pie por una moldura anillada, con un diámetro entre 10 y 15 cm. Es recurrente en las representaciones cerámicas, y con frecuencia es el atributo del dios griego Dioniso ("cuya copa nunca estaba vacía".).
En el Museo Nemzeti Magiar de Budapest, hay un cántaros de bronce de finales del siglo IV a. C. que fue encontrado en Szob, Pest. «Es muy similar a las vasijas encontradas cerca de Delfos y puede haber estado entre los restos del ataque al santuario por los celtas en el año 279 a. C.»
En los ejemplares del periodo protogeométrico, las asas son cortas y crecen a partir del periodo geométrico. Durante el protoático se difunde una versión con cuerpo más estrecho y borde más alto. El cántaros estaba muy extendido en la cerámica etrusca, en los buccheros de finales del siglo VII a. C., en la que se enfatiza el borde y el pie. Esta versión, que corresponde a la forma típica, se difunde en el siglo VI a. C. en el Ática y en Beocia. La última evolución del cántaros se encuentra en la cerámica apulia de figuras rojas y en la cerámica griega de barniz negro del siglo IV al III a. C.
Paralelamente a la forma principal se desarrolló otra tipología con asas que mantuvo la altura del cuerpo, paredes cóncavas, pie bajo, con o sin fuste, de perfil continuo o con ausencia de borde, con una sola asa, no faltando los cántaros con forma de león y janiformes. Ateneo menciona un modelo de pie ancho y de fuste delgado.
Se empleó, junto con otras formas, como lámpara colgante en las iglesias de la Edad Media.

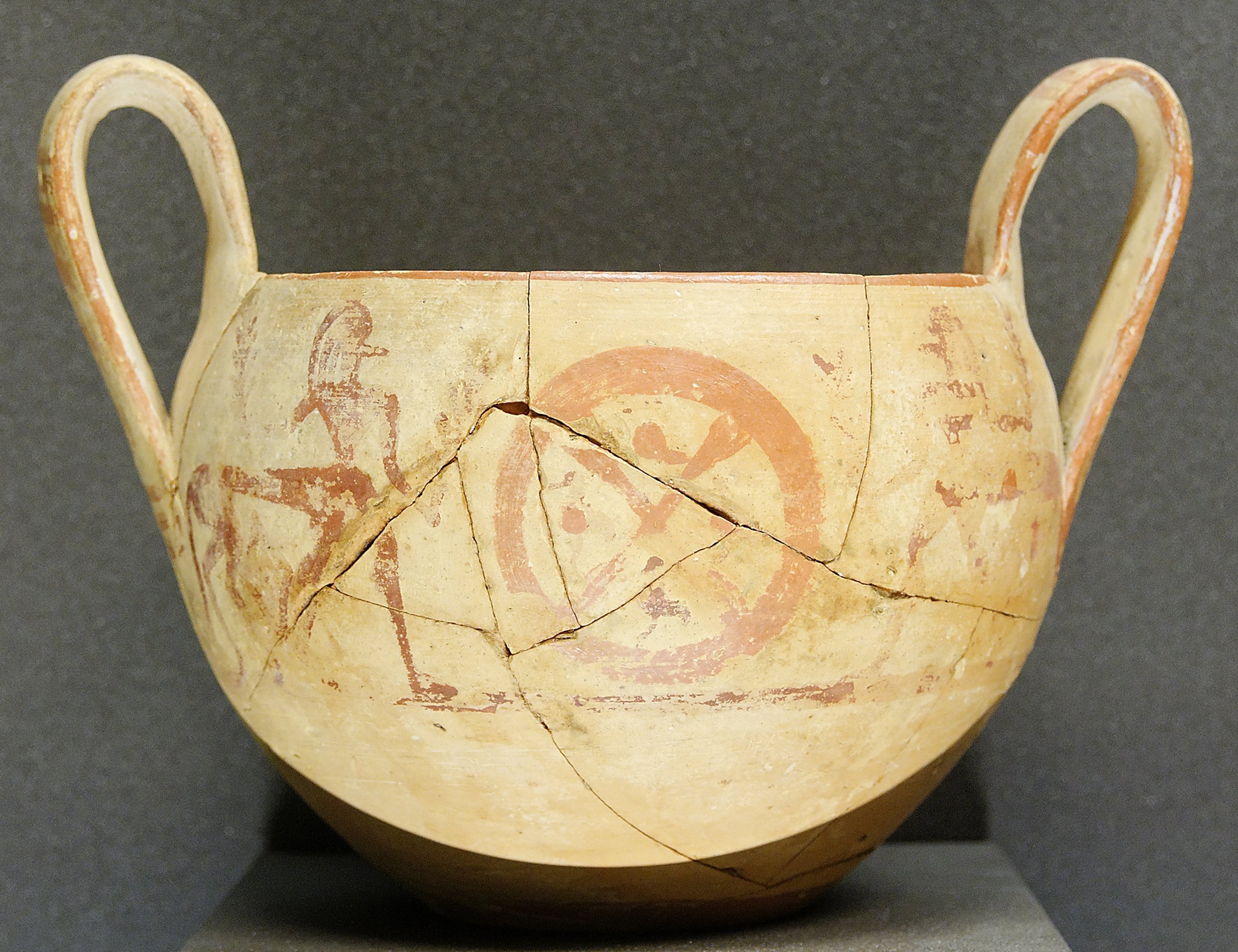
Cántaros ático procedente de Beocia, circa 715–700 a. C. (periodo tardo geométrico). Museo del Louvre, nº inv. CA1987.
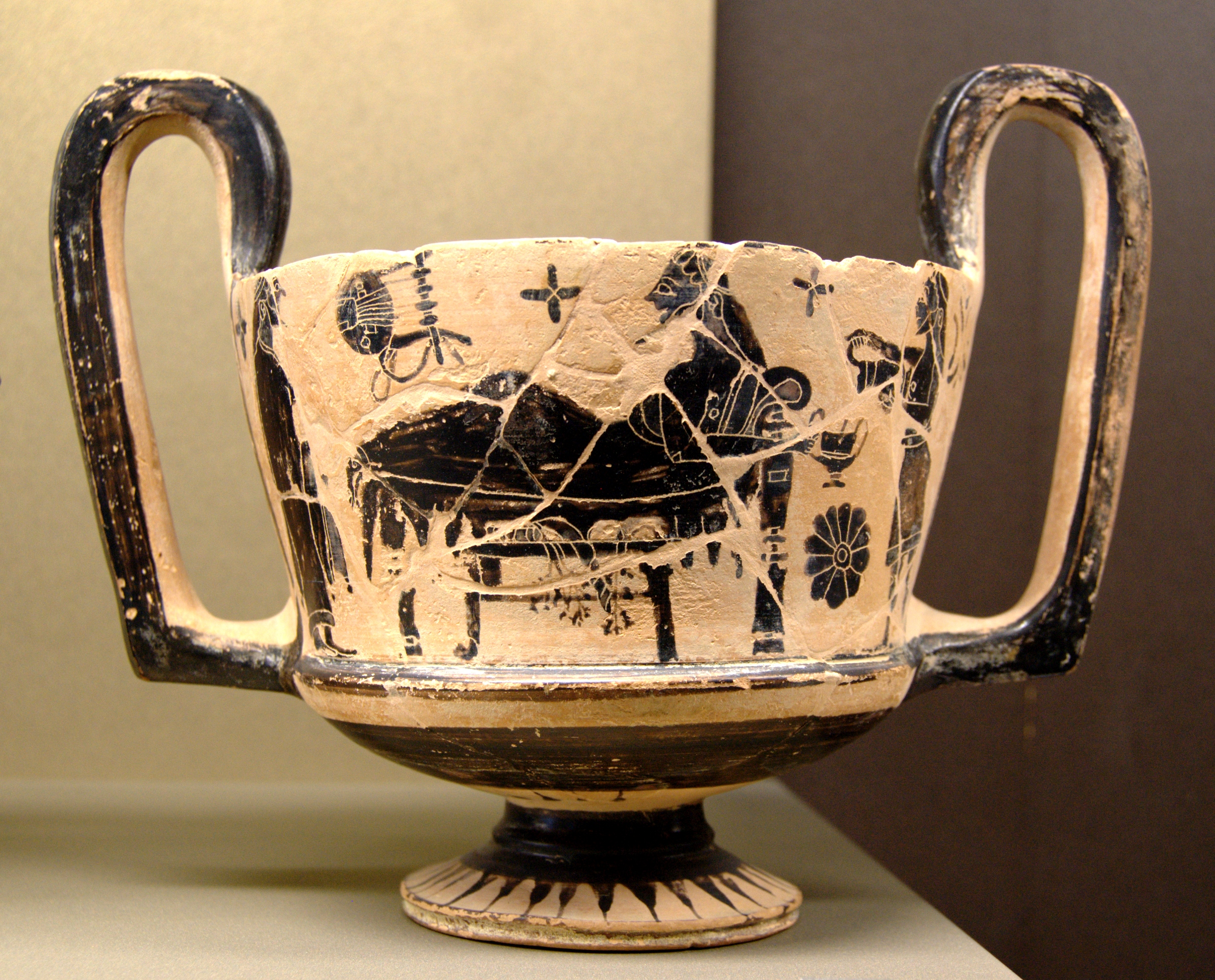
Cántaros de figuras negras (de Beocia) circa 560 a. C. LMuseo del ouvre, nº inv. MNE1172.
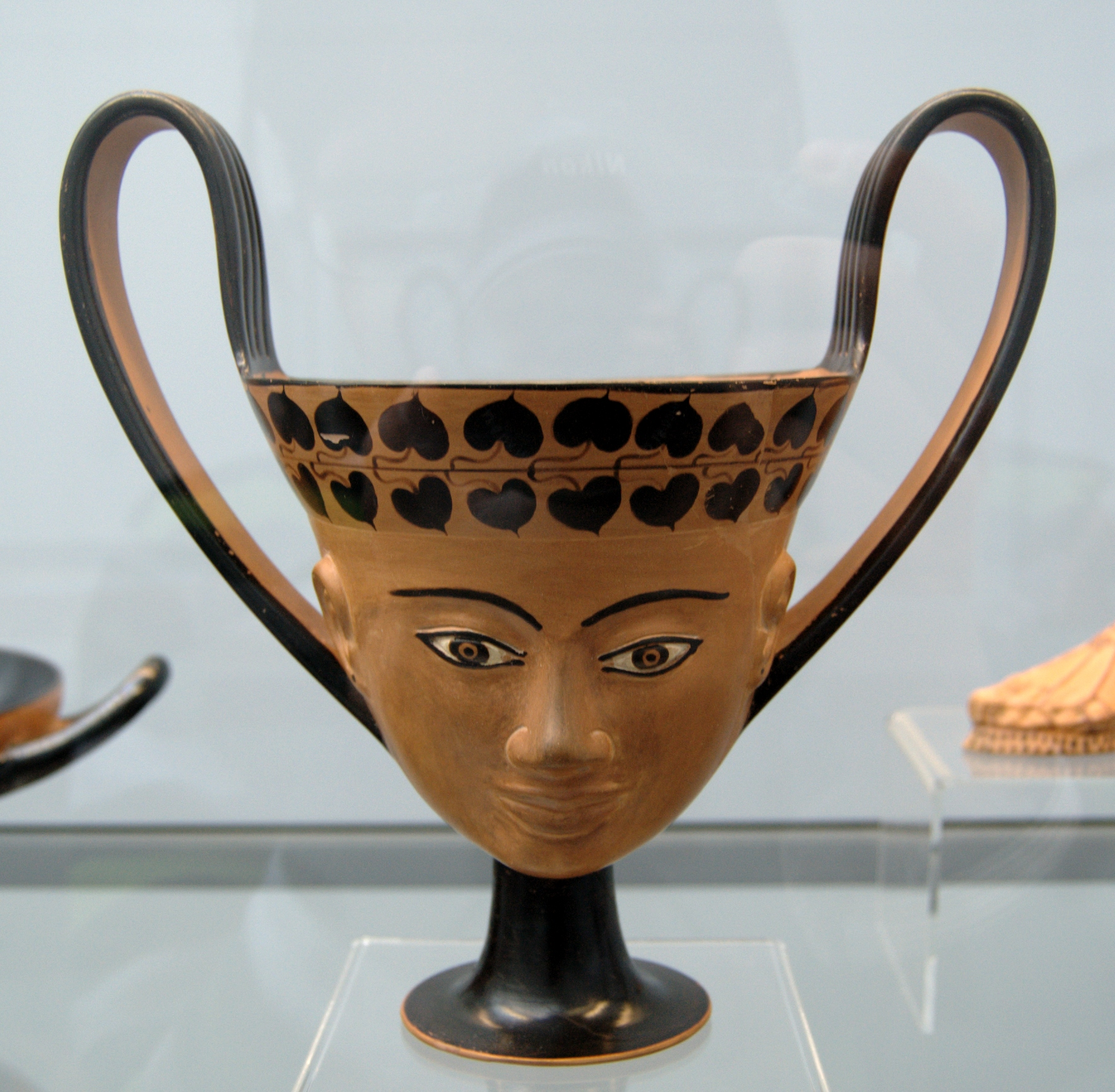
Cántaros janiforme.
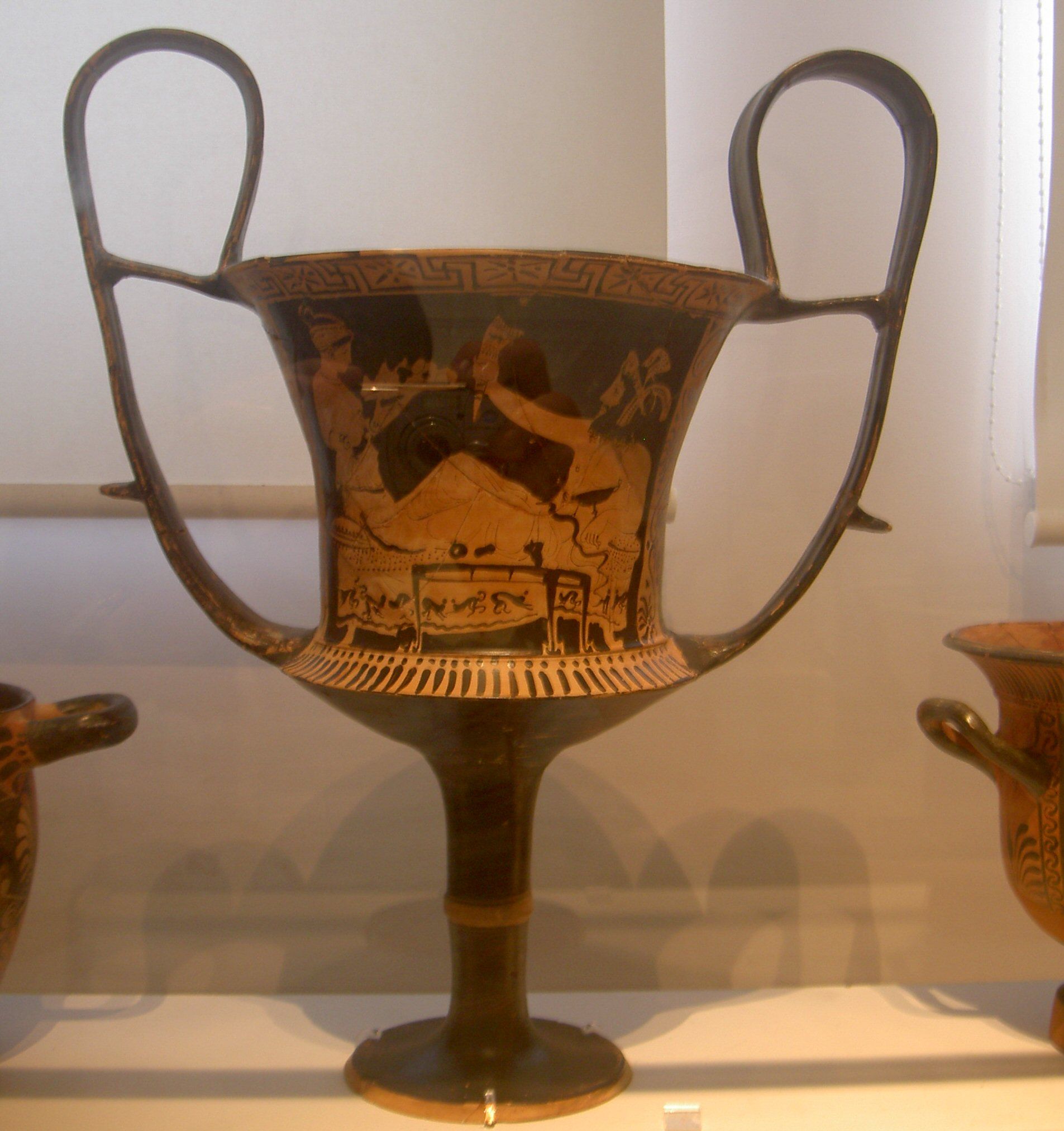
Cántaros de figuras rojas, Museo Arqueológico Nacional de Atenas.